# Jean Trescases
Jean Trescases   (Palaldà, 5 d'abril de 1916 - Tonquín, 21 de novembre de 1951) Jean Jules Émile Trescases, va ser un suboficial en cap de l'exèrcit francès que va lluitar en diferents conflictes.

## Biografia
5è nascut de 4 germanes, Jean Trescases, es va enrolar als 18 anys a Perpinyà, perquè tenia un gran sentit de la disciplina i va ser destinat al 17è regiment de fusellers senegalesos. És fill de Julien Pierre Joseph Trescases, pagès dels Pirineus Orientals.
Jean Trescases es va casar el 17 de gener de 1946 a Perpinyà, Pirineus Orientals, França, amb Yvonne Marie Louise FULACHIER (12 de juny de 1911 - 18 de febrer de 1999) amb qui va tenir un fill anomenat Paul Trescases.
Durant la seva carrera militar, Jean Trescases va servir en diferents unitats, en particular la 42a semibrigada de metralladores colonials, aleshores estacionada a Arieja, el 16è regiment de fusellers senegalesos, el 22è d'infanteria colonial i el 30è batalló de fusellers senegalesos. Va participar en la Segona Guerra Mundial i la Guerra d'Indoxina.
Va morir morir en combat el 21 de novembre de 1951 arran d'una emboscada, durant la guerra d'Indoxina.

## Carrera
Assignat al 17è Batalló de Tirailleurs Senegalesos, el soldat Trescases va arribar a Beirut el 4 d'agost de 1934 per unir-se a la seva unitat. Nomenat caporal dos anys més tard, va abandonar l'Orient Mitjà el juliol de 1937 per servir al 42è Batalló de metralladores malgaxes estacionat a Pamiers a l'Arieja.
Ascendit a caporal major l'1 de setembre de 1937, després sergent 18 mesos després, es va oferir voluntari per servir a l'Àfrica occidental francesa, arribant a Port Bouet el juny de 1939. Ascendit a sergent major l'1 de juny de 1941, després va ser destinat al gabinet. militar del governador de Costa d'Ivori.
L'any 1942, marcat per la presència alemanya a la zona ocupada, es va incorporar a la França Lliure després de creuar les fronteres espanyoles i després portugueses, arribant a Gran Bretanya amb avions el 10 de gener de 1943. Aleshores es va allistar durant la guerra a la Lliure. Forces franceses, convertint-se en instructor emèrit a la Free French Cadet School de Ribbesford.
Després de la guerra, va ser assignat al 16è Regiment de Tirailleurs senegalès l'abril de 1945, després ascendit a suboficial en cap el febrer de 1946, abans de ser voluntari per servir a l'Extrem Orient.
Es va distingir pel seu coratge i determinació durant diversos compromisos a Indoxina, rebent nombroses citacions per les seves accions heroiques. El 21 de novembre de 1951, durant una emboscada a prop del poble de Bang-Son, el suboficial en cap Trescases va ser ferit de mort, deixant enrere un llegat de valentia i servei exemplar.
El seu capità assenyalant-lo i dient: Va ser un dels millors lluitadors d'Indoxina i la reputació de la seva valentia es va estendre per tot Tonkin.

## Premis
Per les seves accions valentes al camp de batalla, Jean Trescases va rebre diverses distincions.
- Cavaller de la Legió d'Honor
- Medalla militar
- Creu de Guerra 1939-1945 amb 1 estrella de plata.
- Creu de Guerra dels Teatres Externs d'Operacions amb 2 palmes, 1 estrella de plata daurada, 1 estrella de plata i 3 estrelles de bronze.
- Medalla colonial, amb el fermall “Llunyà Orient”.
- Medalla commemorativa de la campanya d'Indoxina.
- Medalla commemorativa francesa per a les operacions a l'Orient Mitjà.

Durant la seva carrera, Jean Jules Émile Trescases va rebre 8 citacions.

## Homenatges
Jean Trescases és considerat un dels millors lluitadors d'Indoxina i el seu coratge i valentia són reconeguts pels seus companys d'armes. Va deixar un llegat militar excepcional i mereix ser citat com a exemple per a les generacions futures.
És nomenat Patrocinador de la 261a promoció de l'Escola Nacional de Suboficials Actius 2n Batalló del 4 de maig de 2009 al 18 de desembre de 2009.
El seu nom apareix al Memorial de les guerres d'Indoxina a Fréjus.